# Dominica op de Olympische Winterspelen 2014
Dominica was een van de zeven debuterende landen die deelnam aan de Olympische Winterspelen 2014 in Sotsji, Rusland.
De twee deelnemers die namens Dominica werden ingeschreven voor deelame aan de Winterspelen was het echtpaar Gary di Silvestri (geboren Amerikaan) en Angelica Morrone di Silvestri (geboren in Italiaanse). 

## Deelnemers en resultaten
(m) = mannen, (v) = vrouwen 

### Langlaufen
| Olympiër                      | Onderdeel          | Resultaat | Prestatie |
| ----------------------------- | ------------------ | --------- | --------- |
| Gary di Silvestri             | 15 km klassiek (m) |           | DNF       |
|                               |                    |           |           |
| Angelica Morrone di Silvestri | 10 km klassiek (v) |           | DNS       |